# رمل الظريف
رمل الظريف هي منطقة من مناطق بيروت تقع في قلب الناحية الغربية من العاصمة اللبنانية.
عرفت هذه المنطقة بحسب بعض سكانها «عزّاً» كبيراً، وخصوصاً منذ القرن التاسع عشر إلى النصف الأول من القرن العشرين. كانت «درّة» المناطق اللبنانية. تلتقي فيها عدد من السفارات الاجنبية والقصور والجوامع والكنائس ومنازل زعامات كبيرة من كل الطوائف.
في شارع الزعني كان السفراء والقناصل التابعون للبلدان التالية: روسيا، اميركا، بريطانيا، العراق، ومصر، يقطنون قبل العام 1958 في خمسة أبنية مجاورة تابعة لأملاك التاجر سعد الدين الزعني (شقيق عمر الزعني).

## لمحة تاريخية
اسم المنطقة يعود إلى نوعية الرمل الفائق الجودة التي كانت تمتاز به، كما ان اسمها المركب أطلق من جهة نسبة إلى الرمل الأصفر اللون والمسمى «برمل عبد ربه»، ومن جهة أخرى تيمناً بعائلة من آل الظريف سكنت المنطقة.
ويشير المؤرخ البيروتي صالح بن يحيى في كتابه «تاريخ بيروت» إلى آل الظريف، مع التأكيد بأنهم كانوا أمراء في عهد المماليك، ثم تخلوا عن لقب الامارة في العهد العثماني. وتقول الرواية إن المنطقة كانت واسعة النطاق في الماضي، وتمتد من الصنائع حتى تلة الخياط، التي كان يُنصب فوقها مدفع رمضان. وبحسب المؤرخ الدكتور حسان حلاق، فإن «رمل الظريف» إضافة إلى الصنائع، رمل الزيدانية، وعائشة بكار، كلها مناطق كانت تابعة إلى ما كان يُعرف «بحي الرمال» في العهد العثماني. وكانت هذه المناطق غير مسكونة، إلى ان قرر السلطان عبد الحميد الثاني إنشاء مدرسة داخلية لتعليم الصنائع والفنون في العام،1908 أطلق عليه «مكتب الصنائع والتجارة الحميدة»، وهي الآن مقر وزارة الداخلية (كلية الحقوق سابقاً). ومنذ ذلك الوقت تحول اسم المنطقة من «حي الرمال» إلى منطقة الصنائع.
وبدأت بعض العائلات البيروتية تبني مساكن في المناطق المحاذية للصنائع. ومن بين العائلات الأولى التي توطنت في المنطقة عائلة الظريف. وعرفت المنطقة منذ العهد العثماني باسم «رمل الظريف»، في حين أن المنطقة المحاذية لها عرفت باسم «رمل الزيدانية»، لأن أول اسرة سكنت هناك هي اسرة «زيدان». كما ان الجامع الذي أنشئ في العهد العثماني عرف باسم «جامع رمل الزيدانية» أو «جامع الرمل»، والذي يعرف اليوم «بجامع الفاروق» بعد أن هُدم المسجد القديم وبني آخر جديد.